# Philippe Garot
Philippe Garot (Verviers, 30 november 1948 – Borgworm, 11 juli 2023) was een Belgische voetbaltrainer en voetballer.

## Spelerscarrière
Philippe Garot startte zijn voetbalcarrière bij RCS Verviétois. In 1971 stapt hij over naar AS Eupen, maar na een jaar vertrok hij alweer naar Daring Molenbeek. In 1973 fusioneerde de club met Racing White, wat uiteindelijk RWDM werd. Met deze club maakt hij zijn debuut in eerste klasse, maar amper een jaar later vertrok hij al naar Standard Luik. Daar bleef hij zes seizoenen.
In 1980 verliet hij Standard voor KSK Beveren, waarmee hij in 1983 de Beker van België won en in 1984 landskampioen werd. Na de landstitel ruilde hij Beveren voor zijn ex-club RWDM, waar hij speler-trainer werd.
Garot werd tussen 1977 en 1979 vijf keer opgeroepen voor de Rode Duivels. Hij maakte op 26 september 1979 op dertigjarige leeftijd zijn debuut tegen Nederland en speelde uiteindelijk twee interlands.

## Trainerscarrière
Garot werd in 1984 speler-trainer bij RWDM, waarmee hij in 1985 naar eerste klasse promoveerde. In 1986 ging hij aan de slag bij Francs Borains, eveneens als speler-trainer. Later werd hij nog trainer van RAEC Mons, ASEC Mimosas, RFC Seraing, Standard Fémina de Liège en nog enkele andere clubs in het provinciaal voetbal. Nadien werd Garot eigenaar van een tennisclub.
Hij overleed op 74-jarige leeftijd.